# قلب‌های ما جوان و سرخوش بود
قلب‌های ما جوان و سرخوش بود (انگلیسی: Our Hearts Were Young and Gay) یک فیلم در ژانر کمدی به کارگردانی لوئیس آلن است که در سال ۱۹۴۴ منتشر شد. از بازیگران آن می‌توان به گیل راسل اشاره کرد.